# Forry Award
Der Forry Award ist ein amerikanischer Literaturpreis, mit dem seit 1966 bekannte Science-Fiction- und Fantasy-Autoren für ihr Lebenswerk geehrt werden. Der Preis wird jährlich von der Los Angeles Science Fantasy Society bei der LosCon vergeben.
Preisträger waren:
- 2019 Barbara Hambly
- 2018 Steven Barnes
- 2017 Greg Bear
- 2016 Gregory Benford
- 2015 Spider Robinson & Charles Lee Jackson II
- 2014 Tim Powers
- 2013 Lois McMaster Bujold
- 2012 Terry Pratchett
- 2011 Mike Glyer
- 2010 Karen Anderson
- 2009 Fred Patten
- 2008 Joss Whedon
- 2007 David Gerrold
- 2006 William Tenn
- 2005 John DeChancie
- 2004 Len Moffatt
- 2003 Philip José Farmer
- 2002 Forrest J Ackerman
- 2001 Ray Harryhausen
- 2000 Anne McCaffrey
- 1999 Connie Willis
- 1998 David Brin
- 1997 Jack Vance
- 1996 Chuck Jones
- 1995 Harry Turtledove
- 1994 Frederik Pohl
- 1993 Roger Zelazny
- 1992 Hal Clement
- 1991 Curt Siodmak
- 1990 Isaac Asimov
- 1989 Andre Norton
- 1988 Ursula K. Le Guin
- 1987 Donald A. Wollheim
- 1986 Jack Williamson
- 1985 Robert Silverberg
- 1984 Julius Schwartz
- 1983 Frank Kelly Freas
- 1982 Arthur C. Clarke
- 1981 H. L. Gold
- 1980 Robert A. Heinlein
- 1979 Jerry Pournelle
- 1978 Leigh Brackett
- 1977 L. Sprague de Camp
- 1976 Marion Zimmer Bradley
- 1975 Kris Neville
- 1974 Robert Bloch
- 1973 C. L. Moore
- 1972 A. E. van Vogt
- 1971 Theodore Sturgeon
- 1970 Harlan Ellison
- 1969 Larry Niven
- 1968 Poul Anderson
- 1967 Fritz Leiber
- 1966 Ray Bradbury